# Kis járomcsonti izom

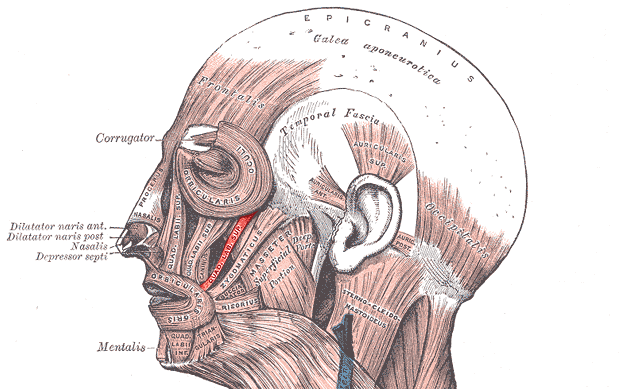
(Összevetettem a képet más anatómia atlaszokkal és arra jutottam hogy ez hibás. Ugyanis a quad labii sup háromszor van jelölve) Amire a nyíl mutat az a kis járomcsonti izom

A kis járomcsonti izom (latinul musculus zygomaticus minor) egy apró arcizom.

## Eredés, tapadás, elhelyezkedés
A járomcsontról (os zygomaticus) ered és a száj körüli izomhoz (musculus orbicularis oris) kapcsolódva tapad. A nagy járomcsonti izom (musculus zygomaticus major) és a felsőajak-emelő izom (musculus levator labii superioris) között található.

## Funkció
Felhúzza, emeli a felső ajkat.

## Beidegzés, vérellátás
A nervus facialis rami buccales nervi facialis ága idegzi be és az arteria facialis látja el vérrel.

## Külső hivatkozások
- Kép, leírás
- Leírás Archiválva 2007. szeptember 29-i dátummal a Wayback Machine-ben